# Sean Kingston
Kisean Paul Anderson, mais conhecido como Sean Kingston (Miami, 3 de fevereiro de 1990), é um cantor, compositor e rapper estadunidense-jamaicano. Apesar de ter nascido em Miami, Flórida, mudou-se para Kingston, Jamaica, quando tinha seis anos de idade.

## Carreira
Registrado como Kisean Paul Anderson, nasceu em 3 de fevereiro de 1990, sendo o filho mais velho de Janice Turner, uma jamaicana que morava em Miami. Quando tinha seis anos de idade, sua mãe retornou para a Jamaica, e ele mudou-se com a família para Ocho Rios. Seu avô, Jack Ruby, era produtor musical e já havia trabalhado com Bob Marley e Burning Spear.
Kingston, por meio de uma colaboração exclusiva entre a Epic Records e Koch Records, lançou seu primeiro hit, "Beautiful Girls", durante o verão de 2007 nos Estados Unidos. O single, baseado na canção "Stand By Me" de Ben E. King, de 1967, obteve excelentes vendas e conquistou grande destaque nas rádios. Em seguida, lançou "Me Love", que seguiu a mesma associação incorporando samples de "D'yer Mak'er", da banda Led Zeppelin. 
Em 2009 o jovem rapper lançou seu segundo álbum, Tomorrow, apresentando "Fire Burning" como single principal. No ano seguinte, em 2010, Kingston colaborou com Justin Bieber em "Eenie Meenie", que foi gravada para o seu terceiro álbum de estúdio, Back 2 Life, além de ter sido incluída no segundo álbum de Bieber, "My World 2.0". Essa música ganhou um videoclipe e contou com a participação da cantora e também atriz Jasmine Villegas. Ainda em 2010, Kingston lançou "Letting Go (Dutty Love)", em parceria com Nicki Minaj.
No ano de 2011, foi lançado um outro single, "Party All Night (Sleep All Day)", época em que recuperava-se de um grave acidente de jet-ski. No entanto, marcou seu retorno na música ao lado de Nicki Minaj, durante a abertura de uma turnê de Britney Spears no final do mesmo ano.
Em 30 de setembro de 2022, Kingston lançou seu quarto álbum de estúdio, Road to Deliverance.

### Acidente de jet-ski em 2011
No dia 29 de maio de 2011, Kingston e uma amiga sofreram um acidente de jet-ski perto de Miami, ao colidirem contra uma pequena ponte que tentavam atravessar. Como resultado, o cantor foi arremessado para frente da moto aquática, sendo imediatamente levado para a unidade de terapia intensiva de um hospital local, onde ficou internado por 11 dias. No início, seu estado de saúde era considerado crítico, apesar de estável. O cantor havia fraturado a mandíbula e o pulso, tinha água nos pulmões, e respirava com ajuda de aparelhos. No dia 7 de junho foi divulgado que seu estado de saúde havia melhorado, e que já podia respirar sozinho além de caminhar. 
Em 22 de junho, Kingston recebeu alta hospitalar, e liberado para ir para casa.

## Discografia

### Álbuns
| Ano  | Informações                                         | Posições | Posições | Posições | Posições | Vendas e certificações       |
| Ano  | Informações                                         | EUA      | EUA R&B  | CAN      | RU       | Vendas e certificações       |
| ---- | --------------------------------------------------- | -------- | -------- | -------- | -------- | ---------------------------- |
| 2007 | Sean Kingston - Formatos: CD, download digital      | 6        | 3        | 7        | 8        | - Certificação RIAA: Platina |
| 2009 | Tomorrow - Formato: CD, download digital            | 37       | -        | 8        | 45       | - Vendas Mundiais: 600.000   |
| 2013 | Back 2 Life - Formato: CD, download digital         | -        | 17       | -        | -        | - Vendas Mundiais: 200.000   |
| 2022 | Road to Deliverance - Formato: CD, download digital | -        | -        | -        | -        |                              |

### Mixtapes
| Ano  | Informações                                                                  | Posições |
| Ano  | Informações                                                                  | BRA      |
| ---- | ---------------------------------------------------------------------------- | -------- |
| 2009 | Welcome 2 My Hood - Lançado: 15 de Abril de 2009 - Formato: Download digital | -        |
| 2010 | Yesterday                                                                    | -        |
| 2011 | King of Kingz                                                                | -        |

### Singles
| Ano  | Título                                                     | Posições | Posições | Posições | Posições | Posições | Posições | Posições | Posições | Álbum         |
| Ano  | Título                                                     | EUA      | EUA R&B  | EUA Pop  | RU       | CAN      | AUS      | NZ       | PT       | Álbum         |
| ---- | ---------------------------------------------------------- | -------- | -------- | -------- | -------- | -------- | -------- | -------- | -------- | ------------- |
| 2007 | "Beautiful Girls"                                          | 1        | 12       | 1        | 1        | 1        | 1        | 1        | 1        | Sean Kingston |
| 2007 | "Me Love"                                                  | 14       | –        | 9        | 32       | 15       | 11       | 3        | –        | Sean Kingston |
| 2007 | "Take You There"                                           | 7        | 52       | 5        | 47       | 7        | 34       | –        | –        | Sean Kingston |
| 2008 | "There's Nothin' (Remix)" (com The D.E.Y. & Juelz Santana) | 60       | 63       | 33       | –        | –        | –        | –        | –        | Sean Kingston |
| 2009 | "Fire Burning"                                             | 5        | –        | 7        | 56       | 3        | 63       | 38       | –        | Tomorrow      |
| 2009 | "Feel It" (com Three 6 Mafia, Flo Rida, e Tiësto)          | 78       | –        | –        | 83       | 33       | –        | –        | –        |               |
| 2010 | "Party All Night (Sleep All Day)"                          | 2        | –        | –        | 9        | 55       | –        | –        | –        | Back 2 Life   |

### Singles como participação
| Ano  | Título                                     | Posições | Posições | Posições | Posições | Posições | Posições | Posições | Álbum                 |
| Ano  | Título                                     | EUA      | EUA Pop  | RU       | CAN      | AUS      | NZ       | PT       | Álbum                 |
| ---- | ------------------------------------------ | -------- | -------- | -------- | -------- | -------- | -------- | -------- | --------------------- |
| 2007 | "Love Like This" (com Natasha Bedingfield) | 11       | 10       | 20       | 9        | 77       | 5        | 3        | Pocketful of Sunshine |
| 2010 | "Eenie Meenie" (com Justin Bieber)         | 15       | 19       | 9        | 14       | 11       | 5        | 36       | My World 2.0          |

### Participações
- (2007) "Big Girls Don't Cry (Remix)" (Fergie com participação de Sean Kingston)
- (2007) "Too Young" (Lil Fizz com participação de Sean Kingston)
- (2007) "Shorty Got Back" (Francisco com participação de Eric Jay & Sean Kingston)
- (2007) "Doin' Dat" (Clyde Carson com participação de Sean Kingston)
- (2007) "Like This (Remix)" (MIMS com participação de She Dirty, Sean Kingston, Red Cafe, & N.O.R.E.)
- (2007) "Colors 2007 (Reggae Remix)" (Sean Kingston, com Vybz Kartel, e Kardinal Offishall)

- (2008) "Roll" (Flo Rida com participação de Sean Kingston)
- (2010) "Eenie Meenie" (com Justin Bieber)
- (2010) "Miss Everything" (com Sugababes)
- (2010) "Dutty Love (Letting Go)" (com Nicki Minaj)
- (2013) "Beat It" (com Chris Brown e Wiz Khalifa)

## Prêmios
- 2007 - MOBO Awards - Melhor Performance de Reggae[16]
- 2007 - Teen Choice Awards - Melhor Música (Beautiful Girls)
- 2007 - Teen Choice Awards - Música do Verão (Indicação, Beautiful Girls)